# Maerua bussei
Maerua bussei är en kaprisväxtart som först beskrevs av Ernest Friedrich Gilg och Beneolict, och fick sitt nu gällande namn av Rudolf Wilczek. Maerua bussei ingår i släktet Maerua och familjen kaprisväxter. Inga underarter finns listade i Catalogue of Life.